# 選抜高等学校野球大会 (長野県勢)
選抜高等学校野球大会（せんばつこうとうがっこうやきゅうたいかい）における長野県勢の成績について記す。

## 選抜中等学校野球大会
| 開催年 （大会）       | 選出校                  | 試合結果 | 試合結果                     | 成績     |
| --------------------- | ----------------------- | -------- | ---------------------------- | -------- |
| 1925年 （第2回大会）  | 長野商 （初出場）       | 1回戦    | ● 2 - 12 第一神港商          | 初戦敗退 |
| 1926年 （第3回大会）  | 松本商 （初出場）       | 1回戦    | ○ 5 - 2 第一神港商           | 準優勝   |
| 1926年 （第3回大会）  | 松本商 （初出場）       | 準々決勝 | ○ 5x - 2 高松商 （延長12回） | 準優勝   |
| 1926年 （第3回大会）  | 松本商 （初出場）       | 準決勝   | ○ 8 - 0 熊本商               | 準優勝   |
| 1926年 （第3回大会）  | 松本商 （初出場）       | 決勝     | ● 0 - 7 広陵中               | 準優勝   |
| 1927年 （第4回大会）  | 松本商 （2年連続2回目） | 1回戦    | ○ 5 - 3 高松商               | ベスト4  |
| 1927年 （第4回大会）  | 松本商 （2年連続2回目） | 準決勝   | ● 1 - 8 広陵中               | ベスト4  |
| 1928年 （第5回大会）  | 松本商 （3年連続3回目） | 1回戦    | ○ 7 - 1 高松中               | ベスト8  |
| 1928年 （第5回大会）  | 松本商 （3年連続3回目） | 準々決勝 | ● 0 - 9 和歌山中             | ベスト8  |
| 1929年 （第6回大会）  | 松本商 （4年連続4回目） | 1回戦    | ● 1 - 3 八尾中               | 初戦敗退 |
| 1930年 （第7回大会）  | 松本商 （5年連続5回目） | 1回戦    | ● 1 - 7 高松中               | 初戦敗退 |
| 1930年 （第7回大会）  | 諏訪蚕糸 （初出場）     | 1回戦    | ● 2 - 3 松山商               | 初戦敗退 |
| 1931年 （第8回大会）  | 松本商 （6年連続6回目） | 1回戦    | ● 1 - 3 海草中               | 初戦敗退 |
| 1932年 （第9回大会）  | 長野商 （7年ぶり2回目） | 2回戦    | ○ 2 - 0 早稲田実             | ベスト8  |
| 1932年 （第9回大会）  | 長野商 （7年ぶり2回目） | 準々決勝 | ● 0 - 8 中京商               | ベスト8  |
| 1933年 （第10回大会） | 松本商 （2年ぶり7回目） | 1回戦    | ● 1 - 2 享栄商               | 初戦敗退 |
| 1940年 （第17回大会） | 松本商 （7年ぶり8回目） | 1回戦    | ○ 4 - 3 徳島商               | 2回戦    |
| 1940年 （第17回大会） | 松本商 （7年ぶり8回目） | 2回戦    | ● 1 - 4 東邦商               | 2回戦    |
| 1947年 （第19回大会） | 松本商 （7年ぶり9回目） | 1回戦    | ● 2 - 3x 京都一商            | 初戦敗退 |

## 選抜高等学校野球大会
| 開催年 （大会）       | 選出校                       | 試合結果 | 試合結果                         | 成績     |
| --------------------- | ---------------------------- | -------- | -------------------------------- | -------- |
| 1952年 （第24回大会） | 松商学園 （5年ぶり10回目）   | 1回戦    | ● 2 - 5 芦屋                     | 初戦敗退 |
| 1954年 （第26回大会） | 飯田長姫 （初出場）          | 2回戦    | ○ 1 - 0 浪華商                   | 優勝     |
| 1954年 （第26回大会） | 飯田長姫 （初出場）          | 準々決勝 | ○ 2 - 1 高知商                   | 優勝     |
| 1954年 （第26回大会） | 飯田長姫 （初出場）          | 準決勝   | ○ 6 - 0 熊本工                   | 優勝     |
| 1954年 （第26回大会） | 飯田長姫 （初出場）          | 決勝     | ○ 1 - 0 小倉                     | 優勝     |
| 1959年 （第31回大会） | 松商学園 （7年ぶり11回目）   | 2回戦    | ○ 6 - 0 日大三                   | ベスト8  |
| 1959年 （第31回大会） | 松商学園 （7年ぶり11回目）   | 準々決勝 | ● 0 - 3 中京商                   | ベスト8  |
| 1962年 （第34回大会） | 丸子実 （初出場）            | 2回戦    | ● 1 - 6 八幡商                   | 初戦敗退 |
| 1965年 （第37回大会） | 塚原天竜 （初出場）          | 2回戦    | ● 1 - 6 苫小牧東                 | 初戦敗退 |
| 1972年 （第44回大会） | 松商学園 （13年ぶり12回目）  | 1回戦    | ● 1 - 2 高知商                   | 初戦敗退 |
| 1973年 （第45回大会） | 丸子実 （11年ぶり2回目）     | 1回戦    | ○ 10 - 3 和歌山工                | 2回戦    |
| 1973年 （第45回大会） | 丸子実 （11年ぶり2回目）     | 2回戦    | ● 0 - 1 日大一                   | 2回戦    |
| 1977年 （第49回大会） | 丸子実 （4年ぶり3回目）      | 1回戦    | ● 4 - 7 岡山南                   | 初戦敗退 |
| 1980年 （第52回大会） | 東海大三 （初出場）          | 1回戦    | ○ 5 - 4 倉吉北                   | 2回戦    |
| 1980年 （第52回大会） | 東海大三 （初出場）          | 2回戦    | ● 3 - 4 諫早 （延長11回）        | 2回戦    |
| 1982年 （第54回大会） | 長野 （初出場）              | 1回戦    | ● 0 - 3 二松学舎大付             | 初戦敗退 |
| 1985年 （第57回大会） | 長野 （3年ぶり2回目）        | 1回戦    | ● 2 - 4 明野                     | 初戦敗退 |
| 1985年 （第57回大会） | 松商学園 （13年ぶり13回目）  | 1回戦    | ○ 4 - 2 国学院久我山             | 2回戦    |
| 1985年 （第57回大会） | 松商学園 （13年ぶり13回目）  | 2回戦    | ● 1 - 2 西条                     | 2回戦    |
| 1986年 （第58回大会） | 松商学園 （2年連続2回目）    | 1回戦    | ○ 7 - 1 東海大山形               | 2回戦    |
| 1986年 （第58回大会） | 松商学園 （2年連続2回目）    | 2回戦    | ● 0 - 6 上宮                     | 2回戦    |
| 1991年 （第63回大会） | 松商学園 （5年ぶり15回目）   | 1回戦    | ○ 3 - 2 愛工大名電               | 準優勝   |
| 1991年 （第63回大会） | 松商学園 （5年ぶり15回目）   | 2回戦    | ○ 2 - 0 天理                     | 準優勝   |
| 1991年 （第63回大会） | 松商学園 （5年ぶり15回目）   | 準々決勝 | ○ 3 - 0 大阪桐蔭                 | 準優勝   |
| 1991年 （第63回大会） | 松商学園 （5年ぶり15回目）   | 準決勝   | ○ 1 - 0 国士舘                   | 準優勝   |
| 1991年 （第63回大会） | 松商学園 （5年ぶり15回目）   | 決勝     | ● 5 - 6x 広陵                    | 準優勝   |
| 1997年 （第69回大会） | 佐久長聖 （初出場）          | 1回戦    | ● 5 - 6 大分商 （延長11回）      | 初戦敗退 |
| 1999年 （第71回大会） | 東海大三 （19年ぶり2回目）   | 1回戦    | ● 3 - 5 浜田                     | 初戦敗退 |
| 2000年 （第72回大会） | 長野商 （68年ぶり3回目）     | 1回戦    | ○ 6 - 5 岩国 （延長10回）        | 2回戦    |
| 2000年 （第72回大会） | 長野商 （68年ぶり3回目）     | 2回戦    | ● 6 - 8 鳥羽                     | 2回戦    |
| 2007年 （第79回大会） | 創造学園大付 （初出場）      | 1回戦    | ○ 1 - 0 旭川南                   | 2回戦    |
| 2007年 （第79回大会） | 創造学園大付 （初出場）      | 2回戦    | ● 0 - 12 関西                    | 2回戦    |
| 2008年 （第80回大会） | 長野日大 （初出場）          | 2回戦    | ○ 6 - 3 今治西                   | ベスト8  |
| 2008年 （第80回大会） | 長野日大 （初出場）          | 3回戦    | ○ 2 - 0 北大津                   | ベスト8  |
| 2008年 （第80回大会） | 長野日大 （初出場）          | 準々決勝 | ● 7 - 8x 千葉経大付 （延長11回） | ベスト8  |
| 2008年 （第80回大会） | 丸子修学館 （31年ぶり4回目） | 2回戦    | ● 4 - 12 智弁和歌山              | 初戦敗退 |
| 2012年 （第84回大会） | 地球環境 （初出場）          | 1回戦    | ● 2 - 5 履正社                   | 初戦敗退 |
| 2014年 （第86回大会） | 東海大三 （15年ぶり3回目）   | 1回戦    | ● 0 - 6 広島新庄                 | 初戦敗退 |
| 2015年 （第87回大会） | 松商学園 （24年ぶり16回目）  | 1回戦    | ● 1 - 4 県岐阜商                 | 初戦敗退 |
| 2021年 （第93回大会） | 上田西 （初出場）            | 1回戦    | ● 0 - 1x 広島新庄 （延長12回）   | 初戦敗退 |

## 通算成績
| 出場 | 試合 | 勝利 | 敗戦 | 引分 | 勝率 | 優勝 | 準優勝 | ベスト4 |
| ---- | ---- | ---- | ---- | ---- | ---- | ---- | ------ | ------- |
| 36   | 59   | 24   | 35   | 0    | .407 | 1    | 2      | 1       |

## 学校別成績
| 校名         | 出場 | 勝敗     | 直近出場 | 最高成績 | 前身校       |
| ------------ | ---- | -------- | -------- | -------- | ------------ |
| 松商学園     | 16回 | 13勝16敗 | 2015年   | 準優勝   | 松本商       |
| 丸子修学館   | 4回  | 1勝4敗   | 2008年   | 2回戦    | 丸子実       |
| 長野商       | 3回  | 2勝3敗   | 2000年   | ベスト8  |              |
| 東海大諏訪   | 3回  | 1勝3敗   | 2014年   | 2回戦    | 東海大三     |
| 長野         | 2回  | 0勝2敗   | 1985年   | 初戦敗退 |              |
| 飯田OIDE長姫 | 1回  | 4勝0敗   | 1954年   | 優勝1回  | 飯田長姫     |
| 長野日大     | 1回  | 2勝1敗   | 2008年   | ベスト8  |              |
| 松本国際     | 1回  | 2勝1敗   | 2007年   | 2回戦    | 創造学園大付 |
| 岡谷工       | 1回  | 0勝1敗   | 1930年   | 初戦敗退 | 諏訪蚕糸     |
| 松川         | 1回  | 0勝1敗   | 1965年   | 初戦敗退 | 塚原天竜     |
| 佐久長聖     | 1回  | 0勝1敗   | 1997年   | 初戦敗退 |              |
| 地球環境     | 1回  | 0勝1敗   | 2012年   | 初戦敗退 |              |
| 上田西       | 1回  | 0勝1敗   | 2021年   | 初戦敗退 |              |